# Simeonovgrad
Simeonovgrad (în bulgară Симеоновград) este un oraș în Obștina Simeonovgrad, Regiunea Haskovo, Bulgaria.

## Demografie
Componența etnică a orașului Simeonovgrad
     Bulgari (69,29%)
     Romi (20,73%)
     Nicio identificare (9,05%)
     Altele (1,46%)
La recensământul din 2011, populația orașului Simeonovgrad era de 6.712 locuitori. Din punct de vedere etnic, majoritatea locuitorilor (69,29%) erau bulgari, cu o minoritate de romi (20,73%). Pentru 9,05% din locuitori nu este cunoscută apartenența etnică.